# Modrá Hůrka
Modrá Hůrka (deutsch Blau Hurka) ist eine Gemeinde in Tschechien. Sie liegt neun Kilometer südöstlich von Týn nad Vltavou in Südböhmen und gehört zum Okres České Budějovice.

## Geographie
Modrá Hůrka befindet sich rechts der Moldau auf einer Anhöhe in der Lischauer Schwelle.
Nachbarorte sind Žimutice, Dubové Mlýny und Hrušov im Norden, Sobětice im Nordosten, Bzí im Osten, Dolní Bukovsko, Popovice und Hvozdno im Südosten, Tuchonice im Süden, Pořežánky und Pořežany im Südwesten sowie Červený Dvůr, Horní Kněžeklady und Štipoklasy im Nordwesten.

## Geschichte
Die erste schriftliche Erwähnung des zur Herrschaft Bzí gehörigen Dorfes Horka Minor erfolgte im Jahre 1354. Das Präfix diente dabei der Unterscheidung zu Horka Major (Bílá Hůrka). Die älteste Nachricht über die Kirche Mariä Himmelfahrt stammt von 1377. Sie trug wahrscheinlich früher einen blauen Anstrich, der zum Ortsnamen Modrá Hůrka führte. Nachdem die Pfarre St. Stephan in Horní Bukovsko während der Hussitenkriege erlosch, wurden deren Dörfer der Plebanie Modrá Hůrka zugeschlagen. Die erste Schule wurde 1661 eingerichtet. Im 1672 kaufte Johann Adolf I. von Schwarzenberg die Herrschaft Bzí und schloss sie an die Herrschaft Wittingau an. Im Jahre 1699 erfolgte die Wiedereinrichtung der Pfarre Modrá Hůrka. 1722 veranlasste der Besitzer von Zálší, Wenzel Ignaz Reichsgraf Wratislaw von Mitrowitz die Abtrennung der Filialkirche Horní Bukovsko von Modrá Hůrka und die Errichtung einer Pfarrei in Zálší. 1728 entstand ein neues Schulhaus für den zweiklassigen Unterricht. Die Schule hatte ein weites Einzugsgebiet im ländlichen Raum zwischen Bukovsko und Žimutice. Die Bezahlung des Lehrers erfolgte zunächst ausschließlich in Naturalien. Nach einem Brand wurde das Schulhaus 1804 mit nunmehr drei Klassenräumen neu aufgebaut. Im Jahre 1840 bestand Modrá Hurka / Blau-Hurka aus 17 Häusern mit 153 Einwohnern. Im Ort bestanden unter dem Patronat der Herrschaft Wittingau die Pfarrkirche, die Pfarre und eine Schule. Der Ort war Pfarrdorf für Bzy (Bzí), Groß Pořižan (Pořežany), Klein Pořižan (Pořežánky), Tuchonitz (Tuchonice), Stiepoklas (Štipoklasy), Sobietitz (Sobětice), Eichmühl (Dubové Mlýny) und Radonitz (Radonice). In dieser Zeit begann die Errichtung schmuckvoller steinerner Höfe im Bauernbarockstil. Bis zur Mitte des 19. Jahrhunderts blieb das Dorf immer dem an die Herrschaft Wittingau angeschlossenen Gut Bzy untertänig.
Nach der Aufhebung der Patrimonialherrschaften bildete Modrá Hůrka ab 1850 einen Ortsteil der Gemeinde Bzí in der Bezirkshauptmannschaft und dem Gerichtsbezirk Týn nad Vltavou/Moldauthein. 1897 wurde auf Initiative des Lehrers František Peták eine gemeinsame Freiwillige Feuerwehr für Bzí und Modrá Hůrka gegründet. 1910 lebten in Modrá Hůrka 147 tschechischsprachige Einwohner. Am 12. Juni 1960 wurde das Dorf nach Štipoklasy eingemeindet. Nach der Aufhebung des Okres Týn nad Vltavou wurde der Ort 1961 dem Okres České Budějovice zugeordnet. Ab dem 1. Jänner 1976 bildete Modrá Hůrka einen Ortsteil von Žimutice. Die Schule schloss in den 1980er Jahren, seitdem verfällt das Schulgebäude. Nach einem Referendum löste sich Modrá Hůrka zusammen mit Pořežánky zum 24. November 1990 von Žimutice los und bildete erstmals eine eigene Gemeinde.

## Gemeindegliederung
Die Gemeinde Modrá Hůrka besteht aus den Ortsteilen Modrá Hůrka (Blau Hurka) und Pořežánky (Klein Porscheschan).

## Bevölkerungsentwicklung
| Jahr      | 1869 | 1880 | 1890 | 1900 | 1910 | 1921 | 1930 | 1950 | 1961 | 1970 | 1980 | 1991 | 2001 | 2011 | 2021 |
| --------- | ---- | ---- | ---- | ---- | ---- | ---- | ---- | ---- | ---- | ---- | ---- | ---- | ---- | ---- | ---- |
| Einwohner | 308  | 311  | 262  | 250  | 251  | 221  | 216  | 160  | 159  | 134  | 126  | 90   | 81   | 65   | 100  |

## Sehenswürdigkeiten
- Pfarrkirche Mariä Himmelfahrt, sie entstand im 14. Jahrhundert und wurde 1744 barock umgestaltet.
- Friedhof um die Kirche, er wird von einer Mauer mit zwei barocken Giebeltoren an der Süd- und Ostseite sowie vier Nischenkapellen umschlossen.
- Pfarrhaus, Barockbau aus dem Jahre 1701
- Gehöfte im Blatastil des südböhmischen Bauernbarock

## Söhne und Töchter der Gemeinde
- Eleonora Gayer von Ehrenberg (1832–1912), die Koloratursopranistin war die erste Sängerin der Marie (Die verkaufte Braut) und der Jitka (Dalibor).